# Kauksi oja
Kauksi oja är ett vattendrag i Estland.   Det ligger i landskapet Ida-Virumaa, i den centrala delen av landet, 150 km öster om huvudstaden Tallinn. Kauksi oja ligger vid sjön Peipus.